# ميدالية كالديكوت
ميدالية كالديكوت هي جائزة أمريكية سنوية تُمنح منذ عام 1938 لأفضل كتاب مصور للأطفال ينشر في العام الذي سبق عام منح الجائزة. وقد كانت أول جائزة تمنح تقديرًا لجهد رسّام الكتاب.
تنحصر الجائزة في الفنانين من مواطني الولايات المتحدة الأمريكية أو المقيمين فيها ممن تنشر أعمالهم خلال العام الذي يسبق عام منح الجائزة. ويجب أن يكون الكتاب عملاً أصيلاً للفنان، أما إذا كان الكتاب من إنتاج فنانين اثنين فيحصل كلاهما على الجائزة. وليس الفنان مطالبًا أن يكتب القصة، بل تُعَدَّ الصور لا النص أساس العمل ولبّه.
أنشأ هذه الميدالية الرسام فريدريك ج. ميلتشر المحرر المشارك في مجلة الناشرون الأسبوعية ومؤسّس أسبوع كتاب الأطفال. وكان راندولف كالديكوت الذي سُمّيت الجائزة باسمه، تخليدًا لذكراه، رسامًا بريطانيًا لكتب الأطفال.

## حائزون على الميدالية
- إيميلي أرنولد ماكولي